# Beatriz de Vermandois
Beatriz de Vermandois, nació en torno al año 880, y murió después de 931, hija de Heriberto I, conde de Vermandois.
Se casó en 895 con Roberto († 923), de Neustria, que se convirtió en rey de Francia en 922. Sus hijos fueron :
- Emma, casada hacia 918 con Raúl, duque de Borgoña, después rey de Francia.
- Hugo el Grande, duque de los francos, padre de Hugo Capeto.